# Диоцез Кентербери
Диоцез Кентербери (англ. Diocese of Canterbury) — епархия в составе церковной провинции Кентербери Церкви Англии в Великобритании. Старейшая кафедра в Англии, основанная в 597 году святым Августином, архиепископом Кентерберийским. Епархия занимает площадь в 2 590 км2, включает 261 приход и 329 храмов. Численность регулярных прихожан составляет около 16 000 человек. На территории епархии находится Кентерберийское аббатство и церковь Святого Мартина, которые, вместе с кафедральным собором диоцеза, являются объектами Всемирного наследия ЮНЕСКО.
В настоящее время епархией управляет архиепископ Джастин Уэлби. Суффраганы — Тревор Уилмотт, епископ Дувра, Норман Бенкс, епископ Ричборо и Джонатан Гудолл, епископ Эббсфлита. Архидиаконы — Шейла Уотсон, архидиакон Кентербери, Стивен Тейлор, архидиакон Мейдстона и Филипп Даун, архидиакон Эшфорда.

## Территория

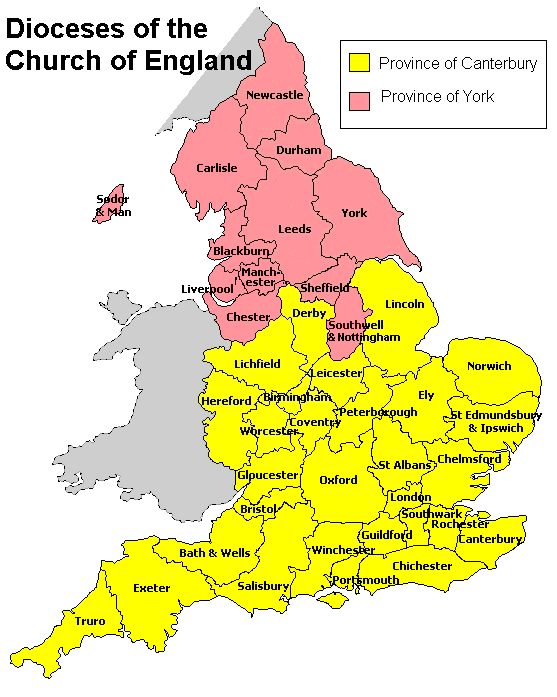
Карта диоцезов Церкви Англии

Диоцез Кентербери включает в себя территорию на востоке графства Кент, так называемый Ист Кент (329 церквей). архиепископ Кентербери обладает юрисдикцией над всей епархией, а также является митрополитом провинции Кентербери, примасом всей Англии и главой Всемирного англиканского сообщества с резиденцией в Ламбетском дворце в Лондоне. Ввиду такой занятости архиепископа, часть полномочий главы диоцеза делегирована его суффрагану — епископу Дувра, который также носит титул епископа Кентербери. Кафедра архиепископа находится в соборе Христа в Кентербери.
Диоцез разделен на три архидиаконата.
- Архидиаконат Кентербери включает диаконаты Кентербери, Ист Бридж,Рекулвер, Танет, Вест Бридж.
- Архидиаконат Мейдстона включает диаконаты Уилд, Мейдстон, Норт Даунс, Осприндж, Ситтингборн.
- Архидиаконат Эшфорда включает диаконаты Эшфорд, Дувр, Элхам, Ромни и Тентерден, Сандвич.

Приходы, члены которых отказались от служения епископов, принимавших участие в хиротонии женщин, находятся в ведении двух суффраганов, епископа Ричборо и епископа Эббсфлита. С 2010 года вдовствует кафедра епископа Мейдстона, бывшего одним из суффраганов епархии.
К диоцезу также приписаны четыре почётных епископа: с 2000 года Майкл Гир, бывший епископ Донкастера, с 2003 года Майкл Тёрнбол, бывший епископ Дарема и епископ Рочестера, с 2008 года Ричард Ллевеллин, бывший епископ Ламбета и с 2009 года Грехэм Грей, бывший епископ Мейдстона.